# Calliope Torres
Calliope Iphegenia Torres (znana jako Callie) – fikcyjna postać, jedna z bohaterek serialu Chirurdzy stacji ABC. Odgrywana jest przez Sarę Ramírez, a została stworzona przez Shondę Rhimes. Pracuje w Seattle Grace Hospital od drugiego sezonu jako rezydentka ortopedii. Dorastała w Południowej Florydzie. Ma młodszą siostrę Arię.
Callie jest katoliczką.

## Historia postaci
Callie pierwszy raz występuje w serialu, gdy George O’Malley, spadając ze schodów, wybija bark. Zauroczona młodym mężczyzną, zapisuje mu swój numer na ręce, aby zaprosił ją na randkę. Tak też się dzieje i po kilku spotkaniach George odkrywa, że Callie mieszka w piwnicy szpitala, co tłumaczy to, że dostaje najlepsze przypadki, gdy wzywani są rezydenci do izby przyjęć. Niebawem szef, Richard Webber, również odkrywa tajemnicę Callie i zmusza ją do opuszczenia piwnicy. Wprowadza się do George’a, lecz zostaje odrzucona przez współlokatorki: Meredith i Izzie. Niedługo po tym, gdy George nie odwzajemnia tak bardzo jej uczuć, wyprowadza się do hotelu. Jest wrogo nastawiona do Izzie, przyjaciółki George’a, oraz częściowo do Meredith, gdy George przedkłada przyjaźń z Callie, nad przyjaźń ze współlokatorkami. Ten incydent prowadzi do zerwania pary.
Po burzliwym rozstaniu Callie udaje się do baru, gdzie spotyka Marka Sloana, chirurga plastycznego. Po kilku drinkach, oboje kończą w łóżku. George podejrzewając romans, jest zazdrosny, lecz jego rozterki zostają szybko przerwane, gdy jego ojciec trafia do szpitala i nie przeżywa operacji. Callie wspiera George’a i gdy para postanawia wrócić do siebie, spontanicznie jadą pobrać się do Las Vegas. Izzie nie jest zadowolona z tego, co zrobił jej przyjaciel, lecz George tym razem twardo broni swojej żony. Callie z tego powodu jest wyraźnie zadowolona. Niestety, czar pryska, gdy wyznaje mężowi, że jest dziedziczką ogromnego majątku swojej rodziny i trzymała to w tajemnicy. George odbiera to jako zdradę. W połączeniu z tym Callie podejrzewa, że miłość Izzie do George’a jest odwzajemniana. Zakłopotany George zwierza się swojej przyjaciółce i w ramach słabości do alkoholu para kończy w łóżku. Callie w niewiedzy godzi się z George’em. Będąc coraz bardziej zaniepokojona swoimi domysłami, oznajmia chłodnemu już mężowi, że chciałaby mieć dzieci. Niestety, bańka niewiedzy szybko pęka i Callie rozwodzi się z George’em. Callie nie może dłużej mieszkać w hotelu. Wprowadza się do Cristiny Yang. Calliope zostaje szefem rezydentów w Seattle Grace Hospital. Problemy osobiste oraz jej zamiłowanie do operacji, a nie wypełniania papierkowej roboty szybko ściągają ją z posady. Callie jest załamana (w tym samym czasie dowiaduje się o zdradzie męża). Przekazuje swoją posadę Mirandzie Bailey. Callie zaprzyjaźnia się z nowym kardiochirurgiem, dr Ericą Hahn, z którą spędza wiele czasu. Po odwiedzinach Addison Callie zastanawia się, czy jej związek z Hahn nie przerodził się w coś więcej, niż tylko przyjaźń. Aby dowieść swojej heteroseksualności, sypia regularnie z Markiem, lecz to tylko pomaga jej zrozumieć, że to, co czuje do Erici, to coś więcej niż przyjaźń. Pod koniec czwartego sezonu Callie i Hahn romantycznie całują się na parkingu szpitala.
Na początku piątej serii Callie i Hahn unikają się nawzajem, lecz nie trwa to długo. W rozmowie obie przyznają się do swojej biseksualności. W kolejnych odcinkach Callie wkracza na nowy poziom intymności z Hahn. Po upojnej nocy Erica histeryzuje z powodu bycia lesbijką, a Callie ucieka w panice i idzie do łóżka z Markiem, aby odkryć, z kim stosunek seksualny daje jej większą przyjemność. Po przyznaniu się do błędu, rozgrywa się spór o biseksualność Callie. Erica w złości opuszcza Callie oraz Seattle Grace Hospital. Callie bardzo przeżywa swoje rozstanie z partnerką. Wkrótce Callie poznaje dr Arizonę Robbins, pediatrę i odkrywa, że ona jest lesbijką. Callie próbuje nawiązać więź z Arizoną, która początkowo nie jest zainteresowana jej osobą. W końcu kobiety się całują. 
Po odrzuceniu prośby o posadę lekarza prowadzącego Callie zmienia miejsce pracy i zaczyna jako lekarz prowadzący w Mercy West. Jednakże okazuje się, że Seattle Grace Hospital rozpada się i koniecznie musi doprowadzić do fuzji z Mercy West. I tak się dzieje. Callie wraca do Seattle Grace Hospital i zostaje specjalistą. Przez dłuższy czas jest z Arizoną. Lecz pod koniec sezonu rozstają się. Powodem staje się dziecko, którego Callie pragnie, a Arizona nie. W finale 6. sezonu Arizonie i Torres grozi śmierć ze strony Clarka, mężczyzny, który stracił żonę w Seattle Grace Hospital. Torres rozmawia z panem Clarkiem, aby nic im nie robił. Clark zostawia je w spokoju. W tym samym odcinku Arizona zmienia zdanie i wraca do Callie. Finał sezonu kończy się ich romantycznym pocałunkiem.
W siódmym sezonie Arizona wygrywa nagrodę Cartera Maddisona i ma wyjechać do Afryki. Callie chce wyjechać z nią, lecz panie rozstają się burzliwie na lotnisku i Callie wraca do SGH. Tęskni za Arizoną i w tym czasie mieszka z Markiem. Po pewnym czasie Arizona wraca i mówi Callie, że za nią tęskni, ale Torres nie chce z nią nawet rozmawiać i zatrzaskuje jej drzwi przed nosem. Pociesza się z Markiem, z którym zachodzi w ciążę. Kiedy Arizona próbuje ją przeprosić i odnowić związek, Callie długo nie daje się udobruchać. Kiedy panie w końcu się godzą i Arizona akceptuje ciążę, obie mają poważny wypadek samochodowy – w momencie gdy Robbins oświadcza się Torres, ich samochód uderza w ciężarówkę. Callie wylatuje przez przednią szybę, a stan jej zdrowia jest zagrażający życiu. Jest wielokrotnie operowana, jednak wszystko kończy się sukcesem – Callie zdrowieje, a na świat przychodzi jej córeczka – Sofia Robbin Sloan Torres. Akceptuje ona również oświadczyny Arizony. Wkrótce potem Callie i Arizona biorą ślub, którego udziela Miranda Bailey. 
Przez długi czas w ósmym sezonie Arizona, Callie i mieszkający po sąsiedzku Sloan razem wychowują córkę. Jednak ich szczęście przerywa katastrofa samolotu. Arizona wskutek obrażeń traci nogę, a Mark umiera.
W dziewiątym sezonie Callie przeżywa kryzys związku z Arizoną, gdyż Robbins cierpi na bóle fantomowe po stracie nogi. Razem starają się wychować Sofię. Na koniec sezonu Arizona zdradza Torres.
W sezonie dziesiątym Callie i Arizona próbują odbudować swoje uczucia. Początkowo Torres nie może zapomnieć o zdradzie partnerki, ale z czasem przeszłość blaknie, a uczucie łączące kobiety okazuje się silniejsze. Panie planują kolejne dziecko. Okazuje się jednak, że Callie nie jest w stanie zajść w ciążę w wyniku komplikacji po wypadku samochodowym w jakim kiedyś uczestniczyła. Arizona proponuje, że sama zajdzie w ciążę. Callie nie chce jednak tak bardzo obciążać ich związku. Zaczynają rozważać zatrudnienie surogatki.
W sezonie 11 Callie decyduje się, na zatrudnienie surogatki. Okazuje się, że Arizona zmieniła zdanie i chce poświęcić czas na stanie się chirurgiem prenatalnym. 